# Alt Segura
L'Alt Segura (en castellà Vega Alta del Segura) és una comarca de la Regió de Múrcia amb capital a Cieza. Està situada al nord de la Vall de Ricote i al sud de l'Altiplà. Té 52.372 habitants i la seua principal activitat és l'agricultura de regadiu, en què destaquen els préssecs.
Històricament les viles d'Abarán i Blanca s'han considerat com a part de la Vall de Ricote, sobretot per tindre una història comuna i una proximitat molt gran, però en les últimes divisions comarcals realitzades per la Regió de Múrcia s'ha creat aquesta comarca, la de la Vega Alta, amb capitalitat a Cieza.
| \| Municipi \| Població \| Extensió \| Densitat \| \| Abarán \| 12.804 \| 115,4 \| 106,58 \| \| Blanca \| 6.021 \| 87,7 \| 68,41 \| \| Cieza \| 35.028 \| 365,1 \| 95,89 \| \| Total \| 53.828 \| 568.2 \| 94,73 \| |          |          |          |
| Municipi | Població | Extensió | Densitat |
| Abarán | 12.804   | 115,4    | 106,58   |
| Blanca | 6.021    | 87,7     | 68,41    |
| Cieza | 35.028   | 365,1    | 95,89    |
| Total | 53.828   | 568.2    | 94,73    |